# 王合生
王合生（1969年11月—），男，汉族，山东汶上人，中共党员，中华人民共和国政治人物。

## 生平
曾任中共北京市大兴区委常委，昌平区委副书记、区长，海淀区委副书记、区长，海淀区党委书记，期间兼任中共北京市委中关村科学城工作委员会副书记及中关村科学城管理委员会主任等职务。2023年9月，他调往东北，出任黑龙江省人民政府副省长。2024年5月，转任中共哈尔滨市委副书记，市长。
2023年，当选为第十四届全国人大代表。